# Божаково
Божаково (словен. Božakovo) — поселення в общині Метлика, регіон Південно-Східна Словенія, Словенія.